# Rouvres (Calvados)
Rouvres település Franciaországban, Calvados megyében. Lakosainak száma 222 fő (2022. január 1.). Rouvres Estrées-la-Campagne, Maizières, Ouilly-le-Tesson, Sassy és Soignolles községekkel határos.

## Népesség
A település népessége az elmúlt években az alábbi módon változott:
| Lakosok száma | 215  | 173  | 179  | 212  | 213  | 213  | 218  | 222  | 223  | 222  |
|               | 1968 | 1982 | 1990 | 2006 | 2013 | 2015 | 2017 | 2019 | 2020 | 2022 |